# 제2차 사토 내각
제2차 사토 내각(일본어: 第2次佐藤内閣)은  사토 에이사쿠가 제62대 내각총리대신으로 임명되어, 1967년 2월 17일부터 1967년 11월 25일까지 존재한 일본의 내각이다.

## 개요
전임 내각인 제1차 사토 제3차 개조내각의 발족에서부터 그렇게 시간이 경과되진 않았지만 같은 해 1월 29일에 치러진 제31회 중의원 의원 총선거에서 당의 공인 후보 가운데 낙선자가 대부분 출마하지 않았던 것에서부터 새로운 인선도 거의 없이 각료는 전원 유임됐다. 수상 재선과 전체 각료가 유임된 사례는 1963년에 성립한 제3차 이케다 내각 이후로, 전후 두 번째 사례이다.

## 각료
- 내각총리대신 - 사토 에이사쿠
- 법무대신 - 다나카 이사지
- 외무대신 - 미키 다케오
- 대장대신 - 미즈타 미키오
- 문부대신 - 겐노키 도시히로
- 후생대신 - 보 히데오
- 농림대신 - 구라이시 다다오
- 통상산업대신 - 간노 와타로
- 운수대신 - 오하시 다케오
- 우정대신 - 고바야시 다케지
- 노동대신 - 하야카와 다카시
- 건설대신, 긴키권 정비 장관, 주부권 개발 정비 장관, 수도권 정비위원회 위원장 - 니시무라 에이이치
- 자치대신, 국가공안위원회 위원장 - 후지에다 센스케
- 내각관방장관 - 후쿠나가 겐지( ~ 1967년 6월 21일) / 기무라 도시오(1967년 6월 22일 ~ )
- 총리부 총무장관 - 쓰카하라 도시오
- 행정관리청 장관 - 마쓰다이라 이사오
- 홋카이도 개발청 장관, 과학기술청 장관 - 니카이도 스스무
- 방위청 장관 - 마스다 가네시치
- 경제기획청 장관 - 미야자와 기이치
  - 내각법제국 장관 - 다카쓰지 마사미
  - 내각관방부장관(정무) - 기무라 도시오( ~ 1967년 6월 21일) / 가메오카 다카오(1967년 6월 22일 ~ )
  - 내각관방부장관(사무) - 이시오카 미노루
  - 총리부 총무부장관(정무) - 우에무라 센이치로
  - 총리부 총무부장관(사무) - 호리 히데오

## 정무 차관
7명의 신임 정무 차관을 제외한 기존의 정무 차관들은 전임 내각으로부터 유임됐다.
- 법무 정무 차관 - 이하라 기시타카
- 외무 정무 차관 - 다나카 에이이치
- 대장 정무 차관 - 오자와 다쓰오·요네다 마사후미(신임)
- 문부 정무 차관 - 다니카와 가즈오
- 후생 정무 차관 - 다가와 세이이치(신임 : ~ 1967년 11월 10일)
- 농림 정무 차관 - 구사노 이치로베이·구보 간이치(신임)
- 통상 산업 정무 차관 - 우노 소스케·구리하라 유코(신임)
- 운수 정무 차관 - 가네마루 신
- 우정 정무 차관 - 다자와 기치로
- 노동 정무 차관 - 가이후 도시키
- 건설 정무 차관 - 시부야 나오조
- 자치 정무 차관 - 이토 다카하루
- 행정 관리 정무 차관 - 기타바타케 교신(신임)
- 홋카이도 개발 정무 차관 - 고바야시 도쿠이치(신임)
- 방위 정무 차관 - 우라노 사치오(신임)
- 경제 기획 정무 차관 - 가네코 잇페이
- 과학 기술 정무 차관 - 시세키 이헤이

## 참고 문헌
- 하타 이쿠히코 편 《일본 관료제 종합 사전 : 1868 ~ 2000》(도쿄 대학 출판회, 2001년)